# タイ太陽暦
タイ太陽暦 (タイたいようれき、英語:Thai solar calendar、タイ語:สุริยคติ) は、ラーマ5世によって1889年に導入されたタイ王国独自のグレゴリオ暦（太陽暦）である。民間ではタイ太陰暦も用いられているが、タイ太陽暦はタイの公式な暦である。年は西暦よりも543年大きい仏滅紀元で数えられる。便宜のために、カレンダーには通常、漢数字とアラビア数字で西暦も記されている。

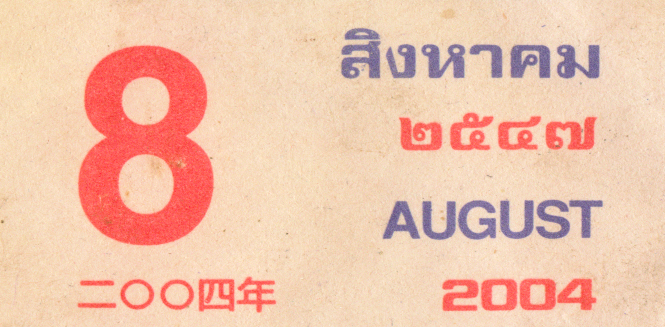
2004年8月のカレンダー（拡大）。
右列の2行目「๒๕๔๗」はタイ文字で2547を表し、仏滅紀元2547年の意味である。

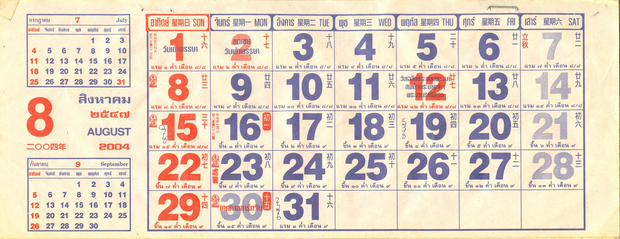
2004年8月のカレンダー。

## カレンダー
カレンダーには、曜日・祝日のほか、仏教の祭日、中国暦などが記されることがある。

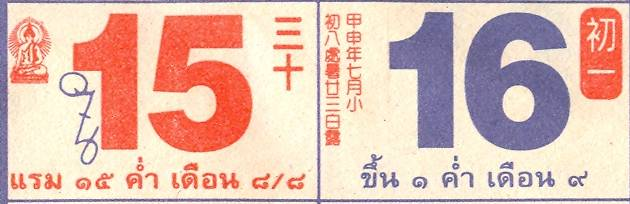
2004年8月15日・16日のカレンダー。青い走り書きの数字があるのは国営宝くじの抽選日で、数字は予想番号である。

右図のカレンダー（2004年8月15日・16日）を例にとると、
- 赤色の数字は、日曜日とタイの祝日を表している。
- 赤色のブッダの絵は、タイの安息日を表している。
- 赤地に白色の漢数字は、中国暦の新月と満月の日を表している。通常、タイ暦のものと1日違う。
- 太陽暦の日付の下に書かれているのは太陰暦の日付である。

## 誕生日
出生届には、日、月、年、時間に続いて、曜日、太陰暦の日付、干支が記録される。タイでは伝統的に干支で年齢を表し、一周する12年ごと、60年ごとにお祝いを行う。

## 年

### ラタナコーシン紀元
ラタナコーシン紀元の「1年」は、チャクリー王朝を創設し、バンコクを首都と定めたラーマ1世が即位した1782年4月6日から始まる。ラーマ5世は、この年を紀元と定め、西暦1889年をラタナコーシン紀元108年とした。

### 仏滅紀元
タイの仏滅紀元は、釈迦の入滅の日と信じられている紀元前543年3月11日を「0年」とする。ラーマ6世は暦を仏滅紀元に改め、西暦1912年を仏滅紀元2455年4月1日から始まることとした。

### 新紀元
西暦1941年にプレーク・ピブーンソンクラーム首相は、仏滅紀元2484年を1月1日から始めると宣言した。そのため、仏滅紀元2483年は9カ月しかなかった。
| 月 | 1-3  | 4-6  | 7-9  | 10-12 | 1-3  | 4-6  | 7-9  | 10-12 | 1-3  | 4-6  | 7-9  | 10-12 | 1-3  | 4-6  | 7-9  | 10-12 |
| AD | 1939 | 1939 | 1939 | 1939  | 1940 | 1940 | 1940 | 1940  | 1941 | 1941 | 1941 | 1941  | 1942 | 1942 | 1942 | 1942  |
| BE | 2481 | 2482 | 2482 | 2482  | 2482 | 2483 | 2483 | 2483  | 2484 | 2484 | 2484 | 2484  | 2485 | 2485 | 2485 | 2485  |

今日では、西暦の1月1日と、4月13日から15日に祝われるタイにおける旧正月（ソンクラーン）の祭りの日は、ともに祝日となっている。しかしタイの華人のコミュニティでは、旧正月は中国暦によって決まる。

### 祝日
祝日となる仏教徒の祭りの日付は太陰暦によって計算される。そのためその日付は太陽暦で表すと毎年変わる。

## 月
月の名前は、インドの占星術に由来する。30日の月の語尾は、サンスクリット語で「到来」を意味する-āyanaに由来する-ayon (-อายน) 、31日の月の語尾は、英語のcomeと同語源で、やはりサンスクリット語で「到来」を意味する-āgamaに由来する-akhom (-อาคม) である。
2月のみ、語尾はサンスクリット語で「枷」や「束縛」を意味するbandhaに由来する-phan (-พันธ์) である。閏年の2月29日は、サンスクリット語で「付加」を意味するadhikaに由来するAthikasuratin (อธิกสุรทิน) と呼ばれる。
| 日本語 | タイ語   | 省略形 | 転写                                   | サンスクリット語      | サイン |
| ------ | -------- | ------ | -------------------------------------- | --------------------- | ------ |
| 1月    | มกราคม   | ม.ค.   | mokarakhom (モッカラーコッム)          | mokara "海の怪物"     | 磨羯宮 |
| 2月    | กุมภาพันธ์  | ก.พ.   | kumphaphan (グッムパーパン)            | kumbha "瓶"           | 宝瓶宮 |
| 3月    | มีนาคม    | มี.ค.   | minakhom (ミーナーコッム)              | mīna "（ある種の）魚" | 双魚宮 |
| 4月    | เมษายน   | เม.ย.  | mesayon (メーサーヨン)                 | meṣa "子羊"           | 白羊宮 |
| 5月    | พฤษภาคม  | พ.ค.   | phruetsaphakhom (プルックサパーコッム) | vṛṣabha "雄牛"        | 金牛宮 |
| 6月    | มิถุนายน   | มิ.ย.   | mithunayon (ミトゥナーヨン)            | mithuna "一対"        | 双児宮 |
| 7月    | กรกฎาคม  | ก.ค.   | karakadakhom (ガラガダーコッム)        | karkaṭa "カニ"        | 巨蟹宮 |
| 8月    | สิงหาคม   | ส.ค.   | singhakhom (シンハーコッム)            | siṃha "ライオン"      | 獅子宮 |
| 9月    | กันยายน   | ก.ย.   | kanyayon (ガンヤーヨン)                | kanyā "少女"          | 処女宮 |
| 10月   | ตุลาคม    | ต.ค.   | tulakhom (トゥラーコッム)              | tulā "釣り合い"       | 天秤宮 |
| 11月   | พฤศจิกายน | พ.ย.   | phruetsachikayon (プルサチガーヨン)    | vṛścika "サソリ"      | 天蝎宮 |
| 12月   | ธันวาคม   | ธ.ค.   | thanwakhom (タンワーコッム)            | dhanu "弓"            | 人馬宮 |

## 週
週は、サンスクリット語で「7」という意味のสัปดาห์ sàb-daやสัปดาหะ sàb-da-hàと呼ばれる。日曜日から始まり、土曜日で終わる。
曜日は、太陽と月、五星のサンスクリット語から名付けられている。
| 日本語 | タイ語   | 転写                                            | 色 | サンスクリット語 | 惑星 |
| ------ | -------- | ----------------------------------------------- | -- | ---------------- | ---- |
| 日曜日 | วันอาทิตย์  | wan athit (ワンアーティット)                    | 赤 | スーリヤ         | 太陽 |
| 月曜日 | วันจันทร์   | wan jan (ワンチャン)                            | 黄 | チャンドラ       | 月   |
| 火曜日 | วันอังคาร  | wan angkhan (ワンアンカーン)                    | 桃 | マンガラ         | 火星 |
| 水曜日 | วันพุธ     | wan phut (ワンプット)                           | 緑 | ブダ             | 水星 |
| 木曜日 | วันพฤหัสบดี | wan pharuehat sabodi (ワンパルハッサボーディー) | 橙 | ブリハスパティ   | 木星 |
| 金曜日 | วันศุกร์    | wan suk (ワンスック)                            | 青 | シュクラ         | 金星 |
| 土曜日 | วันเสาร์   | wan sao (ワンサーオ)                            | 紫 | シャニ           | 土星 |

備考:4列目の色は、その曜日に幸運と考えられている色を表している。